# Rupperswil
Rupperswil es una comuna suiza del cantón de Argovia, situada en el distrito de Lenzburg. Limita al norte con la comuna de Auenstein, al este con Möriken-Wildegg, Niederlenz, Lenzburg y Staufen, al sur con Schafisheim y Hunzenschwil, y al occidente con Suhr, Buchs, Aarau y Biberstein.

## Transporte
Ferrocarril
Cuenta con una estación ferroviaria en la que efectúan parada trenes de cercanías pertenecientes a las redes S-Bahn Argovia y S-Bahn Zúrich.